# Elsendorf
Elsendorf – miejscowość i gmina w Niemczech, w kraju związkowym Bawaria, w rejencji Dolna Bawaria, w regionie Landshut, w powiecie Kelheim, wchodzi w skład wspólnoty administracyjnej Mainburg. Leży około 24 km na południe od Kelheim, nad rzeką Abens, przy autostradzie A93.

## Dzielnice
W skład gminy wchodzą następujące dzielnice: Appersdorf, Elsendorf, Horneck, Mitterstetten, Ratzenhofen, Allakofen, Margarethenthann, Haunsbach, Wolfshausen i Horneck.

## Demografia
| Rok  | Liczba mieszk. |
| ---- | -------------- |
| 1970 | 1 577          |
| 1987 | 1 616          |
| 2000 | 1 935          |

## Oświata
(na 2005)

W gminie znajduje się przedszkole (75 miejsc i 83 dzieci) oraz szkoła podstawowa (9 nauczycieli, 158 uczniów).